# 3-тя окрема важка механізована бригада (Україна)
3-тя окрема важка механізована Залізна бригада (3 ОВМБр, в/ч А2573) — військове з'єднання у складі Сухопутних військ Збройних сил України.
Створена після початку російсько-української війни 2014 року як кадрована військова частина Корпусу резерву. Після російського вторгнення 2022 року відмобілізована. Бригада брала участь у боях на Київському, Ізюмському, Харківському, Слов'янському, Запорізькому напрямках.

## Історія
Бригада формувалася як кадроване з'єднання танкових військ Сухопутних військ ЗС України.
4 липня 2018 року завершилися спільні навчання «Північна фортеця — 2018» 3-ї окремої танкової бригади і 1-ї окремої танкової бригади у Чернігівській області.
Станом на липень 2018 року, бригада утримувалася у скороченому складі (бригада кадру): військовослужбовцями за контрактом були укомплектовані лише органи управління та ключові посади частини.
На початку серпня 2018 року на Гончарівському військовому полігоні були заплановані 45-денні навчальні збори 3-ї окремої танкової бригади Корпусу резерву Збройних Сил України. На них планувалося залучити близько трьох тисяч резервістів та військовозобов'язаних.
28 травня 2019 року пресслужба бригади повідомила, що на початку травня 2019 року Генеральний штаб Збройних Сил України ухвалив рішення про переведення 3-ї окремої танкової бригади з Корпусу резерву до бойового складу. Для цього розпочалося комплектування бригади особовим складом та військовою технікою, після якої розпочнеться інтенсивна підготовка. Одне із пріоритетних завдань у ході навчань — набуття необхідної оперативної сумісності з аналогічними підрозділами НАТО. Бригада на той час мала стандартну штатну структуру українських танкових бригад — 3 танкові батальйони, бригадну артилерійську групу, служби забезпечення.
У вересні 2021 року відбулося навчання бригади. За сценарієм навчань, екіпажі Т-72 мали оперативно провести розвантаження своїх танків із залізничних платформ та виконати марш до місця дислокації, використовуючи для цього польові ґрунтові шляхи.

### Російське вторгнення
Від 24 лютого 2022 року, з початком нової фази російсько-української війни, бригада почала розгортання. Командний склад був повністю сформований до 24 лютого, а з 25 лютого, відповідно до розпорядження Генштабу, почали мобілізовувати особовий склад. По мірі комплектування підрозділів, особовий склад вибував на різні ділянки фронту.
28 лютого до Києва вибула одна рота, яка прикривала столицю на напрямку від Фастова. Частина підрозділів вибула на підтримку оборонних дій піхотних підрозділів на Запорізький напрямок.
Справжнє бойове хрещення, за словами командира бригади полковника Романа Шеремета, бригада пройшла на Харківському напрямку — 15 березня відбулися запеклі бої поблизу селища Топольське Ізюмського району.
24 серпня 2022 року бригаді присвоєно почесне найменування «Залізна».
У вересні 2022 року бригада воювала на Харківщині у боях за Байрак, Нову Гусарівку, Балаклію.
14 жовтня 2022 року, у День захисників і захисниць України, Президент вручив з'єднанню бойовий прапор зі стрічкою з почесним найменуванням.[джерело?]
В липні 2025 року офіцери 1-го танкового батальйону 3-ї танкової бригади попросили розслідувати побиття військовослужбовців заступником командира бригади. Також військові заявляють про підготовку до розформування 1-го танкового батальйону. Вони заявили, що після призначення нового командира бригади полковника Івана Лисенка він із собою привів свого друга заступником. І що ці люди впроваджують у бригаді нестатутні взаємовідносини. Військові просять ініціювати службове розслідування по причині рукоприкладства заступником командира бригади, яке командир бригади підтримує і покриває. Офіцер дозволяє собі бити особовий склад і хвалитися відеозаписами на особистому телефоні, де він садить в ями, клітки, б'є військовослужбовців і хвалиться, що у нього для побиття є батіг. За словами офіцерів 3-ї танкової бригади, готується наказ на розформування 1-го танкового батальйону. Це найкраще укоплектований танковий батальйон у цій бригаді і готується наказ на його розформування, щоб поповнити 2-й і 3-й танкові батальйони, які значно гірше укомплектовані особовим складом так і технікою. Це танкісти, які вривалися бойовими машинами і захоплювали техніку ворога, це хлопці, які жодного разу не відмовилися йти в бій. І сьогодні їх розформовують. За словами військовослужбовців, в бригаді є дуже багато підрозділів, які з моменту призначення нового комбрига полковника Івана Лисенка ще жодного разу його не бачили. Він просто сидить у себе, в бункері умовному. І всі його рішення приймаються виключно під впливом заступника, який любить саджати в ями, в клітки і бити батогом військовослужбовців.
18 липня 2025 року стало відомо, що 3-тя окрема танкова Залізна бригада в ході триваючої реформи танкових підрозділів була переформатована у третю окрему важку механізовану бригаду.

## Озброєння
Станом на 2019 рік, бригада мала на озброєнні танки Т-72 різних модифікацій, зокрема Т-72АМТ.
28 серпня 2024 року пресслужба бригади показала використання танку Т-84 для захисту Харківської області від російських нападників.
- БМП-1[13]
- Артилерія:[14] 2С1 «Гвоздика», 2С3 «Акація», БМ-21 «Град» та Бастіон-01
- ЗУ-23-2[15]
- БпЛА:[16] Лелека-100 і A1-CM «Фурія
- Піхотна зброя:[17] FGM-148 Javelin, Ігла, FIM-92 Stinger та Mistral

## Структура

### 2018
Станом н, літо 2018:
- управління (штаб)
- 9-й окремий танковий батальйон (Гончарівське)
- 10-й окремий танковий батальйон (Біла Церква)
- 11-й окремий танковий батальйон (Новоград-Волинський)
- механізований батальйон
- бригадна артилерійська група
  - батарея управління та артилерійської розвідки
  - самохідний артилерійський дивізіон
  - самохідний артилерійський дивізіон
  - реактивний артилерійський дивізіон
- зенітний ракетно-артилерійський дивізіон
- розвідувальна рота
- польовий вузол зв'язку
- група інженерного забезпечення
- група матеріального забезпечення
- ремонтно-відновлювальний батальйон
- медична рота
- рота РХБ захисту
- комендантський взвод
- взвод снайперів
- пожежний взвод

### 2022
- 9-й танковий батальйон[18] (Т-72 та Т-84)
- 10-й танковий батальйон[19] (Т-72 та Т-84)

- Танковий батальйон[20]
- 11-й танковий батальйон[21] (Т-72 та Т-84)
- Механізований батальон[20] (на БМП-1)[22]
- стрілецький батальйон[23]
- 1-й стрілецький батальйон[24]
- 2-й стрілецький батальйон[25]
- 36-й окремий стрілецький батальйон[26]
- Бригадна артилерійська група (2С1 «Гвоздика», 2С3 «Акація», БМ-21 «Град» та «Бастіон-01»[27])
  - 63-й гаубичний самохідно-артилерійський дивізіон[28]
- РУБпАК[29]
- Протитанковий артилерійський батальйон (FGM-148 Javelin)[30]
- Підрозділи підтримки[31]
- Інженерний батальйон[32]
- Медична рота[33]
- Рота РХБЗ[34]
- Ремонтно-відновлювальний батальйон[35]
- Логістичний батальйон[36]
- Зенітний ракетно-артилерійський дивізіон[37]
- Підрозділи забезпечення[20]
- Інші підрозділи[20]

## Командування
- (2019) підполковник Федченко Володимир Петрович[38]
- (з 2021) полковник Роман Шеремет[39]

## Традиції
Указом Президента України № 606/2022 від 24 серпня 2022 року бригаді присвоєно почесне найменування «Залізна».

### Символіка
В нарукавному знаку бригади, що затверджений 23 квітня 2022 р., в чорному полі зображено залізний лицарський шолом, що символізує важку техніку та вказує на назву бригади. Як гасло застосовується «SEMPER DEINCEPS», тобто — «ЗАВЖДИ ВПЕРЕД», що є в символіці бригади, зокрема в почесних нагрудних знаках.

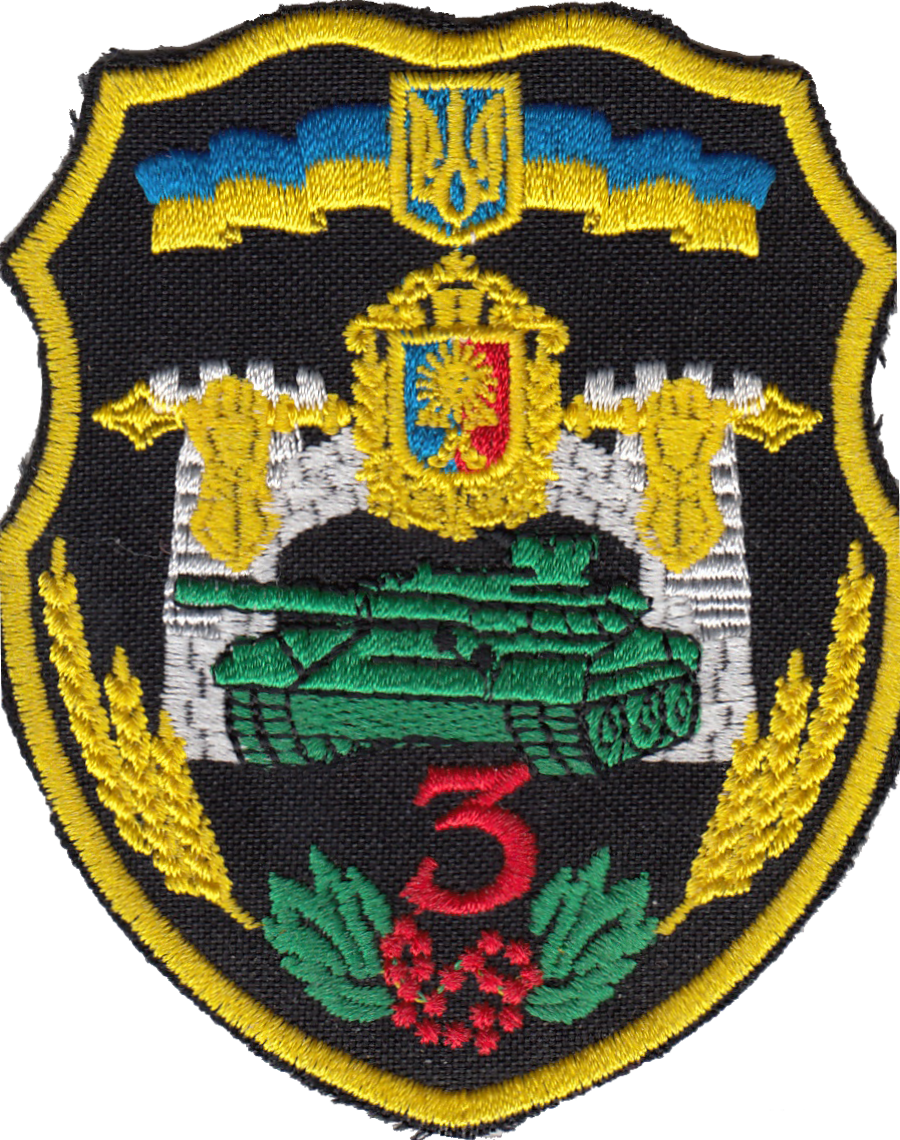
Нарукавний знак бригади, 2018 рік
Сучасний знак, з 2022 року

## Вшанування

### Нагороджені
Найвищими державними нагородами відзначені:
- Пономаренко Сергій Іванович — майор, заступник командира батальйону. Герой України (2022).[41]